# Военно-воздушные силы Чада
Военно-воздушные силы Чада (фр. Armée de l'air Tchadienne) — один из видов вооружённых сил Республики Чад.

## История
Создание инфраструктуры для размещения и технического обслуживания авиации на территории в границах Чада началось до начала второй мировой войны, когда регион являлся колонией в составе Французской Экваториальной Африки. 
В 1939 году здесь была построена авиабаза "Форт-Лами" (base aérienne 172 Fort-Lamy), ставшая местом базирования авиаэскадрильи ВВС Франции.
После разгрома и капитуляции Франции летом 1940 года французские колонии оказались изолированными от метрополии, но уже 26 августа 1940 года власти Чада (губернатор и командующий войсками) официально объявили о поддержке движения "Свободная Франция". В дальнейшем, территория Чада использовалась странами Антигитлеровской коалиции как база ВВС западных союзников, наносивших оттуда бомбовые удары по немецко-итальянским войскам в Северной Африке и в Средиземноморском бассейне.
28 ноября 1958 года Чад стал республикой с ограниченной внутренней автономией в составе Французского сообщества, а 11 августа 1960 года страна получила независимость.
В 1976 году в ВВС насчитывалось 300 человек личного состава.
В 2001 году на Украине были куплены первые два боевых вертолёта Ми-24, в 2007 году - ещё два Ми-24, в 2008 году - ещё два Ми-24 и два штурмовика Су-25.
Продолжающиеся столкновения на границе с Суданом заставляют военное руководство Чада продолжать укрепление военно-воздушных сил. В 2008 году в Сингапуре были закупленны шесть вертолётов AS.550C2 Fennec, ранее состоявших на вооружении в ВВС Сингапура. Все вертолёты модернизированы при участии Eurocopter Singapore. Вертолёты предполагается использовать как учебно-тренировочные, однако, при необходимости, на них также может быть установлена 20 мм пушка.
В мае 2009 года Су-25 нанесли ракетно-бомбовые удары по конвою мятежников, вторгшихся в Чад с территории соседнего Судана. Авианалёт осуществлялся с аэродрома Абеше, примерно 786 км к востоку от Нджамены, недалеко от суданской границы. Большинство пилотов Су-25 — украинцы. Пока не ясно, собираются ли чадские военные использовать собственных пилотов в будущем.
28 ноября 2009 года на борту Ан-124 из Украины в Чад был доставлен заново собранный вертолёт Ми-17. Вертолёт планируется использовать как боевой, для чего нём установят бортовые держатели для подвески ракет или бомб. По состоянию на 2010 год в Чаде также эксплуатируются транспортно-боевые вертолёты Ми-8/17.
В 2016 году ВВС страны насчитывали около 350 человек личного состава, 28 самолётов и 16 вертолётов.
По оценкам зарубежных специалистов, в настоящее время Чад располагает приемлемыми военно-воздушными силами, способными противостоять вылазкам мятежников или нападению извне

## Пункты базирования
- Международный аэропорт Нджамены
- Аэропорт Абеше

## Техника и вооружение
| Фото      | Тип                  | Назначение                       | Количество | Примечания                               |          |
| Самолёты  | Самолёты             | Самолёты                         | Самолёты   | Самолёты                                 | Самолёты |
| --------- | -------------------- | -------------------------------- | ---------- | ---------------------------------------- | -------- |
|           | МиГ-29               | истребитель                      | 1          |                                          |          |
|           | Су-25 Су-25УБ        | штурмовикучебно-боевой           | 62         |                                          |          |
|           | Ан-26                | военно-транспортный              | 3          | 1 в строю                                |          |
|           | Alenia C-27J Spartan | военно-транспортный              | 2          |                                          |          |
|           | Lockheed C-130H-30   | транспортный                     | 1          |                                          |          |
|           | Boeing 737BBJ        | пассажирский                     | 1          | Приписан к правительственному авиаотряду |          |
|           | Cessna 208           | разведывательный                 | 2          |                                          |          |
|           | Pilatus PC-7         | учебно-тренировочный             | 2          | 1 в строю                                |          |
|           | Pilatus PC-9         | учебно-тренировочный             | 1          |                                          |          |
|           | SF.260WL             | учебно-тренировочный             | 2          | 1 в строю                                |          |
| Вертолёты |                      |                                  |            |                                          |          |
|           | Ми-8 Ми-17 Ми-171    | многоцелевой военно-транспортный | 262        | 7 в строю                                |          |
|           | Ми-24В               | ударный                          | 3          |                                          |          |
|           | H125M/AS550С         | многоцелевой                     | 6          |                                          |          |
|           | SE3160               | многоцелевой                     | 2          | 1 в строю                                |          |

| Фото     | Тип                             | Назначение           | Количество | Примечания                                                               |          |
| Самолёты | Самолёты                        | Самолёты             | Самолёты   | Самолёты                                                                 | Самолёты |
| -------- | ------------------------------- | -------------------- | ---------- | ------------------------------------------------------------------------ | -------- |
|          | Lockheed C-130A Lockheed C-130H | транспортный самолёт | 1          | на хранении по состоянию на 2018 год                                     |          |
|          | MD-87                           | пассажирский         | 1          |                                                                          |          |
|          | Grumman Gulfstream II           | пассажирский         | 1          | Был приписан к правительственному авиаотряду, с 2015 года нет информации |          |
|          | Beechcraft 1900                 | пассажирский         | 1          |                                                                          |          |
|          | Pilatus PC-6 Pilatus PC-6/B     | общего назначения    | 2          | все на хранении                                                          |          |
|          | SIAI-Marchetti SF.260M          | учебно-тренировочный | 4          | все на хранении                                                          |          |
|          | Reims F337                      | общего назначения    | 2          |                                                                          |          |

## Опознавательные знаки
- Опознавательный знак
- Знак на киль